# 莱伯廷根
莱伯廷根是德国巴登-符腾堡州的一个市镇。总面积47.20平方公里，总人口2213人，其中男性1130人，女性1083人（2011年12月31日），人口密度47人/平方公里。